# Кантор, Лев Яковлевич
Лев Яковлевич Кантор — советский и российский специалист в области техники спутниковой телефонной, телевизионной связи и звукового вещания, доктор технических наук (1972), профессор (1985), дважды лауреат Государственной премии СССР (1968, 1981).

## Биография
Родился 6 марта 1928 года в Минске.
С отличием окончил МЭИС (1950), получил направление в Дирекции радиотрансляционной сети Московской области (ДРТС МО), занимался проблемами совершенствования сетей проводного вещания.
В 1958 г. защитил кандидатскую диссертацию на тему «Обратная связь по частоте в ЧМ-приемнике радиотрансляционного узла».
В 1959 году перешёл в отдел проводного вещания НИИ радио (НИИР) на должность научного сотрудника.
В лаборатории проводной радиофикации разработал систему многопрограммного проводного вещания, не имеющую иностранных аналогов. В начале 1960-х годов участвовал в разработке первых советских систем спутниковой связи.
С 1965 по 1996 год руководитель отдела спутниковой связи и вещания НИИР.
Дважды лауреат Государственной премии СССР:
- 1968 — за создание спутниковой системы «Орбита»,
- 1981 — за создание специальной техники связи.

В 2010—2012 годах главный научный сотрудник лаборатории 036-64 НТЦ Анализа ЭМС.
Доктор технических наук (1972), профессор (1985). Автор более 200 научных работ и изобретений. Главный редактор и соавтор «Справочника по спутниковой связи и вещанию».
Сочинения:
- Методы повышения помехозащищенности приема ЧМ сигналов [Текст]. - Москва : Связь, 1967. - 256 с. : черт.; 21 см.
- Измерения и настройка радиоузлов [Текст] : Опыт работы производ. лаборатории ДРТС. - Москва : Связьиздат, 1957. - 72 с. : схем.; 20 см. - (Опыт передовых связистов).
- Помехоустойчивость приема ЧМ сигналов [Текст] / Л.Я. Кантор, В.М. Дорофеев. - Москва : Связь, 1977. - 335 с. : ил.; 22 см.
- Спутниковая связь и проблема геостационарной орбиты / Л. Я. Кантор, В. В. Тимофеев. - М. : Радио и связь, 1988. - 167,[1] с. : ил.; 22 см.; ISBN 5-256-00065-9 : 1 р. 80 к.
- Спутниковое вещание / Л. Я. Кантор, В. П. Минашин, В. В. Тимофеев. - М. : Радио и связь, 1981. - 232 с. : ил.; 22 см.; ISBN В пер. (В пер.) : 1 р. 10 к.
- Спутниковая связь и вещание : Справочник / [Л. Я. Кантор и др.]; Под ред. Л. Я. Кантора. - 2-е изд., перераб. и доп. - М. : Радио и связь, 1988. - 342 с. : ил.; 22 см.; ISBN 5-256-00104-3 (В пер.) : 1 р. 90 к.

Почётный радист. Награждён двумя орденами Трудового Красного Знамени.
Умер 17 июля 2019 года.